# Abel Tasman nationalpark
Abel Tasman nationalpark är en nationalpark i Nya Zeeland. Parken, som är uppkallad efter Abel Tasman, ligger i ett bergigt område på Sydöns norra kust, cirka 20 kilometer från staden Motueka. Den inrättades år 1942 och är med sin yta på cirka 22 530 hektar den minsta nationalparken i Nya Zeeland. 
Naturen i parken består av kustområden med sandiga stränder, klippor, skogklädda berg och våtmarker. Området är mer påverkat av människan än de flesta andra av Nya Zeelands nationalparker och uppvisar spår av tidigare skogsbruk och brytning av granit. Timmer till skeppsbyggen var en viktig inkomstkälla för de européer som bosatte sig mer permanent i området från och med år 1855. Skogen på bergssluttningarna brändes också för att ge plats åt betesmark. 
Ett lokalt intresse för bevarande av områdets ursprungliga natur resulterade i att 15 000 hektar avsattes som nationalpark år 1942, i samband med att det då var 300 år sedan Abel Tasman först besökt Nya Zeeland. Parken har sedan dess utökats, senast år 2008. Men redan innan européerna bosatte längs Abel Tasmans kust hade området en rik kulturhistoria som boplats för maorier sedan minst 500 år. 
Växtligheten och djurlivet i parken är idag typiskt för de mer låglänta skogs- och bergsområdena på Nya Zeeland. Särskilt rik är fågelfaunan, med arter som tui (Prosthemadera novaeseelandiae) och pukeko (Porphyrio porphyrio melanotus).